# Port de Giurgiulești
Le port de Giurgiulești, en roumain Portul Internațional Liber Giurgiulești, en français « Port franc international de Giurgiulești », est le seul port marchand et de passagers de Moldavie, situé à l'extrémité méridionale du pays, à la confluence du Prut et du Danube. Il combine des terminaux pétrolier et céréalier, une gare maritime, et peut, compte tenu de la profondeur du Danube, accueillir des navires maritimes.

## Construction

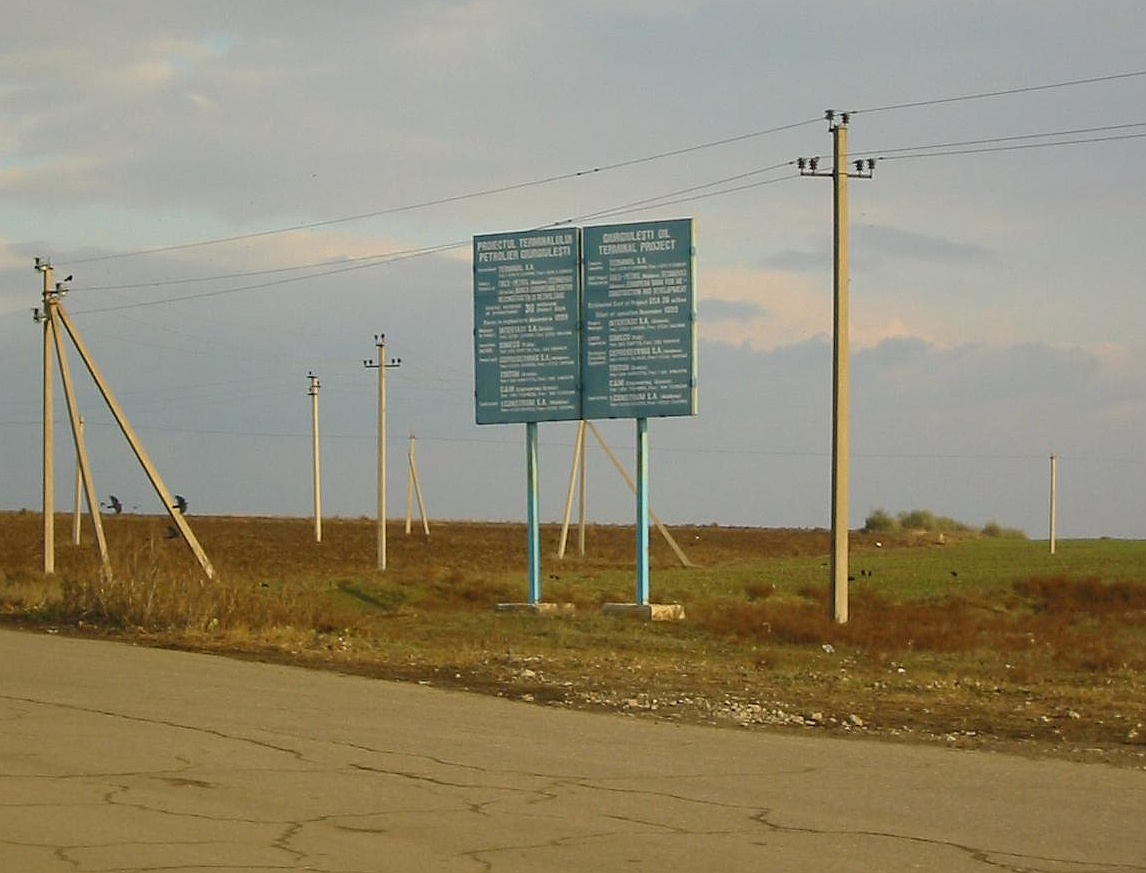
Panneau indiquant le projet du terminal pétrolier.

En 1995, le gouvernement moldave a créé la société Terminal S.A., une coentreprise à participation grecque pour l’aménagement d’un port et d’une raffinerie de pétrole à l’est de Giurgiulești. Ce port a été vivement contesté pour quatre raisons :
- les doutes sur la nécessité même de ce port, alors que la Moldavie aurait pu négocier aisément des facilités d'accès aux ports roumains ou ukrainiens voisins de Galați et Reni, directement reliés à son réseau routier et ferroviaire ;
- le montant élevé des investissements, dont la rentabilité est aléatoire en pleine crise financière internationale ;
- l’échec de l’échange territorial avec l’Ukraine qui empêche l'accès des navires de fort tonnage ;
- en cas d’avarie, les polluants arriveraient en quelques heures dans le delta du Danube tout proche, sans être dilués, ce qui menace fortement cet écosystème protégé.

Le gouvernement moldave n’en eut cure et en 1996, la BERD lui a octroyé un crédit de plus de 19 millions de dollars et détient de ce fait 20 % de la société. 41 % sont détenus par la société moldave Tirex-Petrol et 39 % par la société grecque Technovax. Les travaux ont débuté en novembre 1997 mais les contestations se sont avérées réalistes et le gouvernement moldave a du vendre sa part en 2003. C’est pourquoi l’ouverture du port a été graduelle : le 13 avril 2007 pour le terminal pétrolier, le 17 mars 2009 pour la gare maritime et le 24 juillet 2009 pour le terminal céréalier .

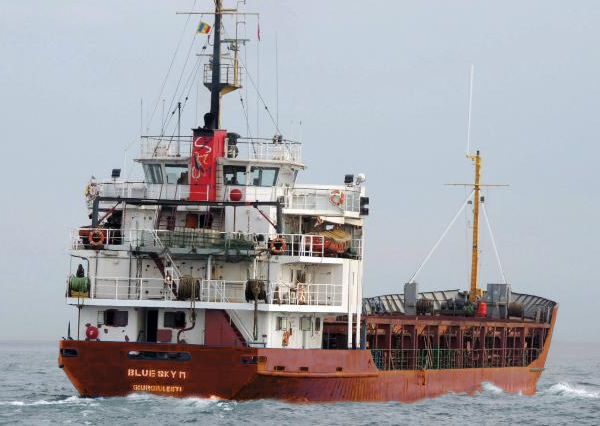
Basé au port de Giurgiulești, le cargo moldave Blue Sky M peut transporter des conteneurs ou des automobiles.

## Trafic
En fin de compte même si le port est moldave, le gouvernement ne le contrôle pas plus que s’il était étranger, puisque des actionnaires russes, grecs et azerbaïdjanais y sont majoritaires. Le trafic de fret reste très épisodique, d’autant qu’en période hivernale le port est englacé ; quant au trafic voyageurs, il est assuré l’été par quelques navettes fluviales roumaines de la ligne Galați-Tulcea-Sulina (toutes n’y abordent pas) et, jusqu’à l’invasion de l'Ukraine par la Russie en 2022, par le paquebot Princessa Elena dont l’équipage était moldave, l’affréteur russe (une compagnie de Sotchi) et le pavillon libérien : il reliait Giurgiulești à Istanbul en 18 heures certaines semaines de mai à août.  